# Daniel Guzmán
Daniel García-Pérez Guzmán (Madrid, 21 de setembre de 1973), conegut com a Daniel Guzmán, és un actor i director de cinema espanyol.

## Biografia

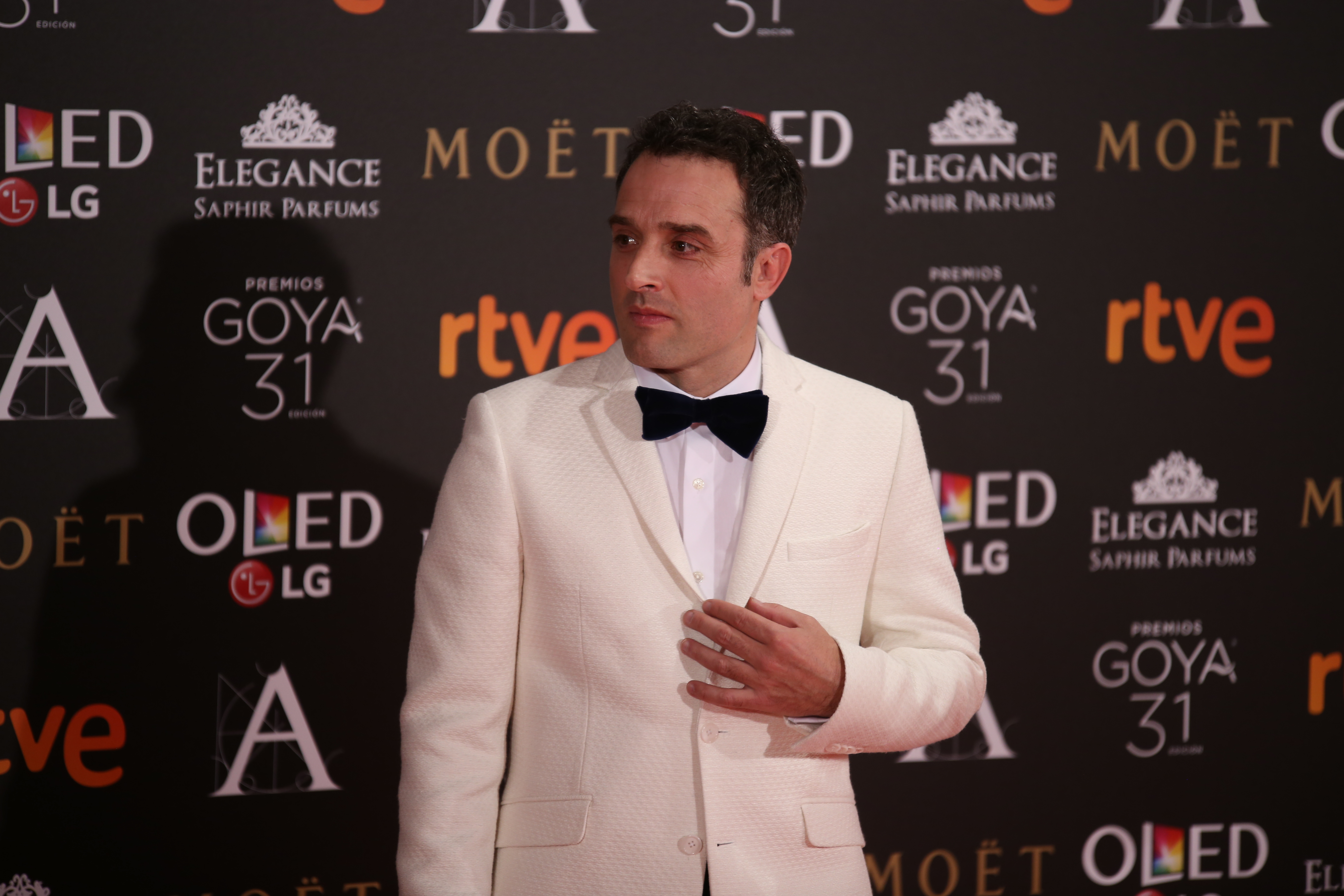
Daniel Guzmán als Premis Goya 2017.

Es va criar al barri de Las Águilas de Madrid, on durant la seva joventut es va dedicar a pintar sota el pseudònim de Tifón malgrat tenir a una gran part del veïnat d'Aluche en contra de les pintades que feia amb la intenció de protestar contra les coses del món amb les quals no estava d'acord, com per exemple la Guerra del Golf.
Aquesta activitat li va guanyar certa fama, fins al punt de coprotagonitzar un Docudrama anomenat Mi Firma en las Paredes pel programa de reportatges Crónicas urbanas el 1990. Daniel va quedar fascinat amb l'experiència i va decidir convertir-se en actor, arribant-se a matricular en els laboratoris de William Layton. També es va formar al Centro Universitario de Artes TAI de Madrid. Malgrat el seu entusiasme, va començar a preparar les oposicions de bombers —a fi de tenir una cosa estable per si de cas la seva carrera com a actor no prosperava— i se sufragava les seves despeses preparant els escenaris dels concerts d'artistes com Luz Casal. En el teatre va aconseguir papers en obres com: La dama boba (1993), Fronteras (1993) i Peter Pan (1994).
Diversos cops de sort consecutius li van decidir a desistir d'aquestes oposicions, i dedicar-se de ple a la interpretació. En 1994 Fernando León de Aranoa li oferia un personatge del seu curtmetratge Sirenas. A continuació va obtenir petits papers per les pel·lícules Hola, ¿estás sola? i Puede ser divertido. Poc després va encapçalar el repartiment d' Eso (1997),sota la direcció de Fernando Colomo, en la qual Daniel va interpretar a Domingo, un veintañero obsessionat per perdre la virginitat. En 1995 la directora de càsting Sara Bilbatúa va aprofitar la imatge oferta en aquest film de Daniel com a representant d'una joventut desorientada per a incloure-li en el repartiment d' Éxtasis,on va encarnar a un delinqüent el millor amic del qual (Rober: Javier Bardem) era confós amb el fill perdut d'un home madur. Pel seu paper Daniel Guzmán va aconseguir una candidatura de la Unión de Actores al millor intèrpret revelació. El seu següent llargmetratge, Suerte, confirmava quest perfil, ja que el seu personatge (Toni) es dedicava a atracar bancs davant la falta d'ingressos per a començar una vida amb la seva xicota.
En televisió per contra canviava de registre en la sèrie Menudo es mi padre (1997), on li tocava defensar el paper d'estudiant exemplar. Aquest treball li va permetre penetrar més en el món del llargmetratge.
Després d'un cameo a Barrio, Daniel va aconseguir papers destacats en El grito en el cielo i a Rewind. En teatre va estrenar Yonquis y yanquis (1996-1997) i Joe Killer (1998).
Com a reconeixement al seu treball, la Acadèmia de les Arts i les Ciències Cinematogràfiques li va oferir presentar al costat d'Adrià Collado i Joel Joan el Goya a la millor actriu revelació de 1999. Els tres actors van aprofitar l'ocasió per a parodiar la rivalitat entre els joves en aquesta professió.
Daniel va tornar aquell any a la televisió en la sèrie Policías, en el corazón de la calle (2000-2003) on va encarnar a Rafael, un policia indisciplinat que en la seva joventut havia traficat amb les drogues, i que es veia obligat a anar arrestant als seus antics companys fins que una bala el deixava paraplègic. Al costat de Josep Maria Pou -encarregat de donar vida al comissari- va ser candidat al Fotogramas de Plata al millor actor de televisió. Diego Martín, Héctor Colomé, Lola Dueñas, Laura Pamplona i Andrés Lima van ser uns altres dels seus companys.
Guzmán va compaginar el rodatge de la sèrie amb altres treballs, entre els quals va destacar Cuando todo está en orden (2002), on va interpretar a un ex-drogoaddicte que havia de reprendre les regnes de la seva vida, i que li va valer un esment especial al Festival de Màlaga. En televisió va encarnar Severo Ochoa, a la minisèrie Severo Ochoa. La conquista de un Nobel.
Per aquells anys va reprendre la seva activitat política en participar activament en les mobilitzacions contra la Guerra de l'Iraq, durant les quals va arribar a ser arrestat per la policia.
L'enregistrament de Policies va finalitzar. Daniel va aprofitar la circumstància per a escometre el seu salt a la direcció de curtmetratges, Sueños (2003), on aprofundia més en el retrat d'aquest home de trenta anys que enyorava una infantesa feta fallida per la sobtada irrupció de la mort. La seva confrontació amb aquest món que ja havia deixat enrere fa molt li valia una recompensa: el Goya al millor curtmetratge de ficció de l'any.
En televisió va participar en la sèrie London Street (2003), interpretant Paco, un estudiant establert en la capital del Regne Unit, capaç d'aprofitar-se de tots els seus amics, i que era rebutjat per una jove anomenada All (Ana Álvarez), encara enamorada del seu ex promès, Adolfo (Luis Merlo), un massatgista bisexual. La sèrie va quedar suspesa, però Merlo i Guzmán es tornarien a retrobar les cares aquest mateix any a Aquí no hay quien viva (2003-2006),on també es retrobaria amb Laura Pamplona i Diego Martín. En ella Guzmán va encarnar Roberto, un dibuixant de còmics llicenciat en arquitectura, que s'acomiadava de la casa familiar per a establir-se amb la seva xicota Lucía (María Adánez), de la que se'n separaria a causa de la seva por d'abandonar la infància i restablir-se en el món adult. La sèrie va obtenir el Premi Ondas i amb aquest motiu en el programa Lo + Plus el va entrevistar, fent-lo coincidir amb la cantautora Luz Casal i Alejo Sauras, el seu antic veí. Guzmán va aprofitar els buits de rodatge per a compaginar altres activitats, entre elles la boxa, esport en el que va fer el seu debut professional el 2005 durant un combat benèfic a Lleó la recaptació del qual va anar a parar a la Creu Roja; a penes uns mesos abans d'haver acabat la seva interpretació d'un boxador en la pel·lícula A golpes, ensenyant a Natalia Verbeke, la seva companya de repartiment, les tècniques pugilístiques. A aquest títol li va seguir Arena en los bolsillos -on va incorporar a un orientador de centre de menors la pròpia vida dels quals està poc canalitzada- i Mia Sarah, on va interpretar a Gabriel, un professor que ajuda a un adolescent (Samuel: Manuel Lozano) a superar la mort del seu avi (Paul: Fernando Fernán Gómez).
En 2006 Guzmán va abandonar Aquí no hay quien vivaper a planejar el seu debut com a director de llargmetratges, i per a participar en l'abril com motociclista en la Carrera d'Albacete, en la qual va quedar en vint-i-sisè lloc. Un any abans havia participat en la carrera de cotxes 24 horas Ford amb finalitats també benèfics.
El juny de 2007 va començar a gravar en la seva nova sèrie La familia Mata de Antena 3, juntament amb Elena Ballesteros i Anabel Alonso, sèrie que es va estrenar el 17 de setembre d'aquest any. Un any després, i després de dues temporades en la sèrie, s'anunciava la seva decisió d'abandonar-la per a dedicar-se a la preparació del qual seria el seu primer llargmetratge com a director.
Al juliol de 2008 va participar en les 24 hores motociclistes Frigo de Montmeló, formant equip al costat de Pere Llorens, Leo Font i David Remón, com a pilot d'una Ducati 848 de l'equip Ducati Barcelona-RED, obtenint un meritori novè lloc en la classificació final.
A la fi de l'any 2008 anuncia que es retira per voluntat pròpia temporalment de la interpretació, tornant al juny de 2014, després de fitxar per Telecinco amb la seva nova sèrie Anclados, encara que a l'octubre de 2014 deixa la sèrie pels canvis estructurals d'estil i to, i és substituït per l'actor espanyol Alfonso Lara.
Al febrer de 2015, s'incorpora a la sèrie de la cadena Antena 3 Velvet amb el personatge de Lucas. Al febrer de 2016 va rebre el premi Goya a la millor direcció novella per la pel·lícula A cambio de nada. El 2018 passava a la direcció escènica amb l'obra Perfectos desconocidos, de Paolo Genovese, de la que també n'és adaptador.

## Filmografia com a actor

### Llargmetratges
- Eso (1997)
- Hola, ¿estás sola? (1995)
- Puede ser divertido (1995)
- Éxtasis (1995)
- Suerte (1996)
- El grito en el cielo (1998)
- Barrio (1998)
- Rewind (1999)
- El sueño del caimán (2000)
- Aunque tú no lo sepas (2000)
- Cuando todo esté en orden (2002)
- A golpes (2005)
- Arena en los bolsillos (2005)
- Mia Sarah (2006)
- Mi gran noche (2015)
- Bajo el mismo techo (2019)

### Curtmetratges
- Sirenas (1994)
- Maika (1994)
- Entrevías (1995)

### Televisió
| Any         | Títol                                  | Personatge              | Cadena   | Dades       |
| ----------- | -------------------------------------- | ----------------------- | -------- | ----------- |
| 1994 - 1995 | Menudo es mi padre                     |                         | TVE      | 6 episodis  |
| 1995        | Colegio Mayor                          |                         | TVE      | 2 episodis  |
| 1996 - 1998 | Menudo es mi padre                     | Juanvi                  | Antena 3 | 25 episodis |
| 1999        | Severo Ochoa. La conquista de un Nobel | Severo Ochoa (jove)     | TVE      | 2 episodis  |
| 2000        | Compañeros                             | Rafa                    | Antena 3 | 2 episodis  |
| 2000 - 2001 | Policías, en el corazón de la calle    | Rafael "Rafa" Trujillo  | Antena 3 | 45 episodis |
| 2003        | London Street                          | Paco                    | Antena 3 | 4 episodis  |
| 2003 - 2006 | Aquí no hay quien viva                 | Roberto Alonso Castillo | Antena 3 | 75 episodis |
| 2007 - 2009 | La familia Mata                        | Pablo Aguilar           | Antena 3 | 26 episodis |
| 2014 - 2015 | Velvet                                 | Lucas Ruiz Lagasca      | Antena 3 | 4 episodis  |

### Teatre
- 1989: Sueño de una noche.
- 1989: La zapatera prodigiosa.
- 1993: Fronteras.
- 1993: La dama boba.
- 1994: Peter Pan.
- 1996/7: Yonquis y yanquis.
- 1998: Joe Killer.
- 2013/14: Los miércoles no existen
- 2015: Recortes

## Filmografía com a director
- Sueños (2003), curtmetratge
- A cambio de nada (2015), llargmetratge

## Premis i candidatures
Premis Goya
| Any  | Categoria                     | Pel·lícula       | Resultat  |
| ---- | ----------------------------- | ---------------- | --------- |
| 2015 | Millor director novell        | A cambio de nada | Guanyador |
| 2015 | Millor pel·lícula             | A cambio de nada | Nominat   |
| 2015 | Millor guió original          | A cambio de nada | Nominat   |
| 2003 | Millor curtmetratge de ficció | Sueños           | Guanyador |

Unión de Actores y Actrices
| Any  | Categoria                      | Pel·lícula | Resultat |
| ---- | ------------------------------ | ---------- | -------- |
| 1996 | Millor interpretació revelació | Éxtasis    | Nominat  |

- Festival de Màlaga: 
  - Biznaga d'Or per A cambio de nada la seva primera pel·lícula com a director (2015)
  - Biznaga de Plata Millor Director
  - Biznaga de Plata Premi de la Crítica
  - Premi del Públic (2002)
- Festival de Cinema d'Alcalá de Henares: 
  - Premi del públic del Certamen Pantalla Abierta per A cambio de nada (2015)
- Espiga de Oro Festival Int. de Valladolid: Millor Curtmetratge (2002)